# Лисса, Зофья
Зофья Лисса (пол. Zofia Lissa; 19 октября 1908, Львов — 26 марта 1980, Варшава) — польский музыковед, профессор (1957), доктор философии (1929), член-корреспондент Берлинской академии художеств (1955), Саксонской академии наук (1963) и Академии наук и литературы в Майнце. Лауреат Государственной премии ПНР (1953).

## Биография
Обучалась по классу фортепиано и теории музыки в польском музыкальном общества во Львове (теперь Львовская национальная музыкальная академия имени Николая Лысенко). Затем в 1924—1929 гг. продолжила обучение в области музыковедения под руководством Адольфа Хибиньского в Университете Яна Казимира, где одновременно изучала философию (ученица К. Твардовского и Р. Ингардена), прослушала курс лекций по психологии и истории искусств.
В 1929 году З. Лисса получила степень доктора философии, написав диссертацию о гармонии музыки А. Н. Скрябина.
После окончания университета, преподавала теорию музыки во Львовской консерватории, читала лекции о творчестве Кароля Шимановского и Фредерика Шопена, а также проводила тестирование музыкальных способностей детей и подростков во львовском Институте психологии.
После присоединения Западной Украины и Львова к СССР — работала на львовском радио и деканом факультета теории музыки Львовской консерватории. После начала войны была эвакуирована в Среднюю Азию, работала учителем музыкального техникума в г. Намангане (Узбекистан).
Одной из первых вступила в 1943 в Союз польских патриотов. Переехала в Москву, где занималась организацией радиоконцертов, изданием польских песенников и нот, писала музыкальные рецензии. В 1944—1945 гг. опубликовала сборники «Песенник польских детей в СССР», «Песенник польского солдата», «Песни и игры для польских дошкольников в СССР».
После окончания войны работала атташе по культуре посольства Польши в Москве. В 1947 вернулась в Варшаву, где стала заместителем директора департамента музыки в министерстве культуры и искусства.
Занималась научной деятельностью, организацией культурной жизни столицы. В 1948 создала и возглавила Институт музыковедения при варшавском университете. Профессор с 1957 года.
С 1947 по 1954 — член правления и вице-президент Союза композиторов Польши.

## Научная деятельность
Научные интересы Лиссы включали вопросы истории и теории музыки, истории и эстетики музыки, истории и методологии теории музыки, истории древней и современной польской музыки.
Она первой в Польше в 1937 году написала работу о музыке в кино.
Зофья Лисса — автор около 600 научных работ, включая более десятка книг, сотни выступлений и статей, многие из которых были переведены на иностранные языки.

## Избранная библиография
- Очерк о музыкальной науке (1934)
- Музыка и фильм (1937)
- Заметки о методе. Методологические вопросы современного музыковедения (1950)
- Польское музыковедение на переломе. Диссертация, критика и научные статьи (1947—1951)
- Некоторые вопросы музыкальной эстетики в свете работ И. В. Сталина о марксизме и языкознании (1952)
- антология «Музыка польского Возрождения. Избранные произведения XVI — начала XVII веков» (в соавт. с Ю. Хоминьским, 1953)
- О специфике музыки (1953)
- Об объективности прав в марксистской истории и теории музыки (1954)
- История русской музыки (1955)
- Вокальная музыка первой половины XVII века (в соавт. с В. Позняком, 1957)
- Эстетика музыки кино (1964)
- Эскизы музыкальной эстетики (сборник статей 1938—1964) (1965)
- Исследование творчества Фредерика Шопена (1970)
- Вступление в музыковедение (1970) и др.

## Награды
- Рыцарский крест Ордена Возрождения Польши (1952)
- Премия Союза композиторов Польши (1950)
- Государственная премия ПНР 2 степени (1953)
- Серебряная медаль на биеннале в Венеции (1969)
- Премия International Music Council (1979)